# شارلوت او سی
شارلوت مری اوکانر، که بیشتر با نام هنری شارلوت او سی شناخته می‌شود، خواننده و ترانه‌سرای بریتانیایی است.
شارلوت اوکانر دختر یک مادر نیمه مالاویایی، نیمه هندی و پدری ایرلندی است. او در بلکبرن، لنکاوی بزرگ شد و به مدرسه وست‌هولم رفت. او نواختن گیتار را از ۱۵ سالگی شروع کرد و در کلاس‌های آخر هفته در مؤسسه هنرهای نمایشی لیورپول شرکت کرد. هنگامی که او ۱۶ ساله بود، سفیر جهانی برند لباس موج سواری شرکت کوئیک‌سیلور شد.